# Brad Suggs
Brad Suggs (* 1933 in Raleigh, North Carolina als Luther Bradley Suggs) ist ein US-amerikanischer Rockabilly-Musiker und ehemaliger A&R-Manager.

## Leben

### Anfänge
Geboren und aufgewachsen in North Carolina, begann Suggs seine Karriere Ende der 1940er Jahre unter dem Namen „Pee Wee Suggs“ als Gitarrist in der Loden Family. Dort spielte er an der Seite Sonny James’, der als Fiddler in der Gruppe aktiv war. Anfang der 1950er Jahre wurde er Mitglied in Slim Rhodes’ Band. Zur selben Zeit machte Rhodes erste Aufnahmen bei den Sun Records. Auf diesen Aufnahmen ist Suggs als Gitarrist zu hören. 1952 wurde seine Karriere jedoch unterbrochen, als er zur Armee eingezogen wurde.

### Karriere
Als man erfuhr, dass schon zwei seiner Brüder in Korea getötet worden waren, durfte Suggs seine Militärzeit in den Staaten verbringen. Nachdem er entlassen worden war, spielte er wieder mit Slim Rhodes zusammen. Mit Rhodes nahm er erstmals als Sänger die Titel Don’t Believe, Are You Ashamed Of Me und Bad Girl auf. Als Rhodes mit seiner Band jedoch auf Tournee ging, blieb Suggs in Memphis, da seine Frau zu der Zeit krank war und er sie nicht allein lassen wollte. Ohne Sam Phillips, den Besitzer von Sun, zu informieren, setzte er sich mit Les Bihari in Verbindung, dem Eigentümer der Meteor Records. Dort nahm er, unter anderem mit Smokey Joe Baugh am Klavier, seine ersten beiden Solo-Stücke Bob Baby Bop und Charcoal Suit auf. Seine Plattenveröffentlichung eröffnete ihm die Möglichkeit, mit anderen Meteor-Künstlern aufzutreten. Doch anders als die meisten Rockabilly-Musiker seiner Zeit wechselte Suggs zum Produzenten und wurde bei Meteor A&R-Manager.
Gleichzeitig jedoch spielte er weiterhin bei Rhodes, der wieder zurückgekehrt war und konnte bei Sun als Session-Musiker arbeiten. Er ist so beispielsweise bei Warren Smith’ Ubangi Stomp und Jerry Lee Lewis’ Hillbilly Fever zu hören. Bei einem Sublabel von Sun, den Phillips Records, veröffentlichte Suggs weiterhin Platten, seine letzte erschien 1961. Im selben Jahr spielte er als Hintergrundmusiker bei Elvis Presleys Memphis-Konzert am 25. Februar.
Nach seiner musikalischen Karriere stellte Suggs die Musik in den Hintergrund und arbeitete fortan bei Sears Roebuck. Nur noch an Wochenenden trat er auf. Heute lebt der mittlerweile pensionierte Brad Suggs in Fort Lauderdale, Florida.

## Diskografie
| Jahr | Titel                                      | Plattenfirma   |
| ---- | ------------------------------------------ | -------------- |
| 1955 | Uncertain Love / Don’t Believe *           | Sun Records    |
| 1955 | Are You Ashamed of Me / The House of Sin * | Sun Records    |
| 1956 | Gonna Romp and Stomp / Bad Girl *          | Sun Records    |
| 1956 | Bob Crazy Bob / Charcoal Suit              | Meteor Records |
| 1959 | 706 Union / Low Outside                    | Phillips Int.  |
| 1959 | Oh Wee / I Walk The Line                   | Phillips Int.  |
| 1960 | Cloudy / Partly Cloudy                     | Phillips Int.  |
| 1961 | Like, Catchin’ Up / Elephant Walk          | Phillips Int.  |

* Diese Aufnahmen wurden unter dem Namen von Slim Rhodes gemacht. Suggs ist hier lediglich als Sänger zu hören.